# Ebelska upploppet
Ebelska upploppet var ett mindre upplopp som ägde rum i Stockholm den 7 januari 1793 och fick sitt namn efter köpmannen Niclas Ebel, en av de inblandade. Upploppet startade efter att en adlig gardeskapten vid namn Joakim Henrik de Frese hamnat i bråk med borgerskapet på Södermalm och uttalat sig nedsättande om dem. En folkmassa samlades utanför poliskammaren och begav sig därefter till borggården vid Stockholms slott för att kräva De Freses arrestering.
Folkmassan skingrades utan större konfrontation, men händelsen uppfattades som allvarlig av myndigheterna. Ebel dömdes till landsförvisning och fem andra personer till fängelsestraff med vatten och bröd. Händelsen ledde till att överståthållaren Nils Henric Liljensparre avskedades och att stadens militära och polisiära säkerhetsåtgärder skärptes.

## Bakgrund
Bakgrunden var att en kapten vid Göta gardesregemente, Joachim Henrik De Frese, kommit i bråk med några borgare om två prostituerade kvinnor på Södermalm i Stockholm. De Frese sårade en av borgarna i handen med sin sabel och uttalade sig kränkande om borgerskapet i allmänhet. Han sade att "om jag gjorde rätt, borde jag köra värjan i livet på er, era borgarrackare!" Detta skällsord förvandlade saken till en ståndsstrid.

## Upploppet
Då förhör hölls i ärendet i poliskammaren samlade sig en stor mängd folk utanför och krävde högljutt att gardeskaptenen skulle arresteras för gatufredsbrott. Underståthållaren i Stockholm, Nils Henric Liljensparre, gick ned till folkmassan och försökte förmå den att skingra sig, men mottogs med visslingar och otidigheter. Man försökte nu lugna folkhopen med påståendet att Frese redan var arresterad, vilket dock inte var sant. 
Folkskaran skyndade nu till högvakten för att kontrollera sanningshalten i detta påstående. Då man fann sig lurade, rusade hela skaran, förstärkt med nya tillströmmande, in på borggården och krävde med ökad häftighet gardeskaptenens arrestering. Efter en köpman vid namn Niclas Ebel, som där förde ordet, har upploppet fått sitt namn. Förgäves försökte riksföreståndaren hertig Karl genom sina adjutanter lugna folkmassan, men ropen blev allt vildare och folkmassan trängde in i korridorerna på slottet. Slutligen kommenderades en skvadron av gardesdragonerna in på borggården och drev ut folket därifrån.
Folkmassan utgjorde inte mer än ett par hundra man, och vid ljudet av en annalkande patrull tog de till flykten. Hela korridoren inne på slottet var, enligt Skjöldebrand, "beströdd med tappade hattar, käppar, galoscher m. m.". Under flykten greps Ebel av Liljensparre och sattes bakom lås och bom.

## Följder
Detta upplopp tillmättes nu långt större betydelse än det i själva verket förtjänade. Slottsvakten fördubblades, den på Drottningholm förlagda delen av dragonregementet inkallades för att förstärka huvudstadens garnison, nattpatruller sändes utåt alla huvudgator och följande dagen kungjordes under trumslag en förordning för Stockholm, varigenom folkskockningar och klubbsammankomster förbjöds, liksom allt kvardröjande på källare och näringsställen efter klockan 9 om kvällarna.
I ett öppet brev från hertig Karl av 12 januari till överståthållaren utmålades uppträdet i de mörkaste färger och som ett bevis på förtroende för Stockholms borgerskap uppdrogs åt det att självt efterspana och lämna in brottslingarna. Ebel och två andra borgare var emellertid de enda som blev ställda inför rätta. Ebel dömdes till fem års landsflykt och de andra till vatten och bröd. Uppträdet var i själva verket helt ofarligt, men fick en viss betydelse genom att det skrämde upp hertigen-regenten och hans gunstling Reuterholm och därigenom bidrog till, att dessa övergav de frisinnade grundsatser som de lagt i dagen i början av förmyndarregeringen. Dessutom gav det en förevändning att från underståthållarämbetet avlägsna Liljensparre, som beskylldes för att ha skrämt hertigen genom överdrivna berättelser om upploppet.
I det Ebelska upploppet vädrade Reuterholm ett upplopp efter franska revolutionens mönster. Överallt tyckte han sig nu se "lejda mördare" lura på honom. I sin självbiografi har han antecknat att han under fyra månader ständigt var utsatt för "mordskott" av en person "som med en studsare lurade på honom under hans sängkammarfönster på en mörk gård". Överallt vädrade förmyndarregeringen upprorsanda och "jakobinism". Ett spionerisystem utvecklades i och med att justitiekanslern Göran Wilhelm Lode ställdes i spetsen för hemliga polisen. Hans underordnade chefer hölls med flit i okunnighet om varandra, så att den ene spionen skulle kunna spionera på den andre.